# Moore Ridge
Moore Ridge är en bergstopp i Antarktis. Den ligger i Östantarktis. Nya Zeeland gör anspråk på området. Toppen på Moore Ridge är 2 009 meter över havet.
Terrängen runt Moore Ridge är kuperad åt sydost, men åt nordväst är den platt. Trakten är obefolkad. Det finns inga samhällen i närheten.